# 知念芽衣
知念 芽衣（ちねん めい、1983年5月4日 - ）は、フリーアナウンサー。元NHK沖縄放送局の契約キャスター。

## 来歴
幼少期はキッズモデルをしていたことがある。
沖縄尚学高校、桜美林大学卒業。
NHK沖縄放送局にキャスターとして入局。2年間夕方のニュースを担当したが、2008年(平成20年)3月28日の放送を以って契約期間満了となり、退局。
しばらく次の活動に向け充電生活を送った後姉を追うように上京して首都圏で新たな活動を始める。結婚式場で働く友人がブライダルMCを進めてくれて、MCの仕事も始めた。
2017年6月30日、7歳上の男性と挙式をする。12月に結婚する。
2019年10月15日、第1子の男児を出産した。

## 人物
退局とともにNHKのサイトから情報が削除されたため現在は確認が取れないが、かつて同サイト上で公開されていたプロフィールでは、「芽衣」という名前の由来は自身が5月 (May) に生まれたからであると述べていた。

### 家族
父、母。3姉妹の次女で、姉は歌手・俳優の知念里奈。妹がいる。
里奈の夫で俳優の井上芳雄は義兄である。

### 資格
- パーソナルカラーアドバイザー[16][17]
- メイクアドバイザー[16]

## 現在の担当番組
- デイリー市川（JCN市川）
- InterFM897 「Wedding Dairy」ラジオパーソナリティWedding Dairy

## NHKで担当した番組
- ハイサイ!てれびすかす キャスター（2006年度）
- ハイサイ!ニュース610 キャスター（2007年度）